# Isabel Naveira
Isabel Naveira Ferreiro (La Coruña, 4 de octubre de 1975) es una actriz española.

## Biografía
Licenciada en Filología hispánica por la Universidad de La Coruña, comenzó a participar en cortometrajes. Ha participado en muchas series de la TVG, como Mareas vivas, Terra de Miranda o Matalobos. Por su trabajo en esta última serie optó a un premio Mestre Mateo en la categoría de Mejor interpretación femenina protagonista.
En 2005 el cortometraje Te quiero mal rodado en Santiago de Compostela en el que Naveira participó como protagonista recibió múltiples reconocimientos en los Festivales de cine, nacionales e internacionales en los que participó. Naveira interpretó el papel de la protagonista, una mujer ciega independiente que al enamorarse pierde su autosuficiencia. Naveira estuvo en el Centro formativo de Pontevedra de la Organización Nacional de Ciegos Españoles (ONCE) para interpretar la ceguera incorporando los comportamientos habituales de las personas ciegas.

## Filmografía

### Largometrajes
- El lápiz del carpintero (2003)
- O agasallo de Silvia (2003)
- A Atlántida (2005)
- Chapapote... o no (2006)
- Abrígate (2007), de
- O bosque de Levas (2007)
- Concepción Arenal, la visitadora de cárceles (2012)

### Cortometrajes
- Súcubo
- Fragmentos
- ¿Qué me queres amor?
- Habitación doble
- En qué consiste la vida
- Unha nova vida
- Viaje a Finlandia
- (Quérote mal) Te quiero mal[4][5]
- Sen chumbo
- me acuerdo tanto

## Televisión

### Papeles fijos
- Mareas vivas (1998)
- Terra de Miranda (2007)
- Valderrei (2007)
- Matalobos (2009-2013)
- Serramoura (2014-2016)
- Fariña (2018)
- Las chicas del cable (2018)
- Néboa (2020)
- Vivir sin permiso (2020)
- Vis a vis: El oasis (2020)
- Desaparecidos (2020)
- Los enviados (2023)[6]

### Papeles episódicos
- Rías Baixas (2000)
- Fíos (2001)
- Pequeno Hotel (2001)
- As leis de Celavella (2003)
- Caronte (2020)

## Premios y candidaturas

### Premios Mestre Mateo
| Año  | Categoría                                  | Serie     | Resultado |
| ---- | ------------------------------------------ | --------- | --------- |
| 2013 | Mejor interpretación femenina protagonista | Matalobos | Nominada  |

## Enlaces
- Ficha en la AVG  (en gallego)
- Isabel Naveira en Internet Movie Database (en inglés).
- Te quiero mal (enlace roto disponible en Internet Archive; véase el historial, la primera versión y la última).
- Te quiero mal, protagonista Isabel Naveira
- Web Isabel Naveira

- Datos: Q4845174